# Ásza júdai király
Ásza, más (régies) írásmóddal Ása, Aza, (héberül: אָסָא / ʾĀsâ ['meggyógyít'], görögül: Ασα, latinul: Asa), (? – Kr. e. 871) Júda királya Kr. e. 912-től Kr. e. 871-ig.

## Élete
Abijja testvéreként született. Nagy buzgalmat tanúsított az idegen kultuszok visszaszorításában; még anyját, Maákát is megfosztotta a királynéi méltóságtól, mert kiderült, hogy szobrot állíttatott Aserának. Jutalmul az Úr nagy győzelmet adott neki a kusita király, Zéra óriási túlerőben lévő hada ellen a Szefata völgyében.
Uralma vége felé Ásza mégis a kishitűség vétkébe esett: Baása izraeli király fenyegető hadjárata ellen az arám Benhadadhoz folyamodott, és a Templom aranykincsei árán rávette őt, hogy támadja meg Izraelt. Baása ily módon kénytelen volt visszavonulni, ám Hadáni próféta megrótta a királyt, amiért a pogánynál keresett segítséget.
Vénségében Ásza ismét vétkezett, súlyos betegségbe esve nem az Úrban bízott, hanem „orvosokhoz” (feltehetőleg pogány istenségek nevében gyógyító vajákosokhoz) fordult.